# Larvivora
Larvivora là một chi chim trong họ Muscicapidae.

## Các loài
Chi này chứa 6 loài sau:
- Larvivora ruficeps, đồng nghĩa: Luscinia ruficeps .
- Larvivora brunnea, đồng nghĩa: Luscinia brunnea
- Larvivora cyane - loài điển hình của chi, đồng nghĩa: Luscinia cyane
- Larvivora sibilans, đồng nghĩa: Luscinia sibilans
- Larvivora akahige, đồng nghĩa: Erythacus akahige
- Larvivora komadori, đồng nghĩa: Erythacus komadori